# Академічне музичне училище при Московській державній консерваторії імені Петра Чайковського
Московський музичний технікум, Академічне музичне училище при Московській державній консерваторії імені П. І. Чайковського (в 2004—2015 роках — коледж) — федеральний державний бюджетний професійний освітній заклад в Москві, один з провідних музичних середніх навчальних закладів в Росії і на пострадянському просторі. Завдяки своєму розташуванню в Мерзляковському провулку, неофіційно училище часто називають «Мерзляковкою».

## Історія
Училище було засновано 12 жовтня 1891 року в Москві як Загальнодоступне музичне училище В. Ю. Зограф-Плаксиної. Засновницею училища була 25-річна випускниця Московської консерваторії Валентина Юріївна Зограф-Плаксина, яка вчилася у С. Танєєва і В. Сафонова. За її ініціативою в педагогічний колектив училища запрошувалися чудові музиканти — випускники Московської консерваторії, інструменталісти оркестру Большого театру. Училище прагнуло зробити свої заняття загальнодоступними завдяки помірній платі за навчання, а також за рахунок організації недільних і вечірніх класів для бажаючих.
У першій половині 1919 року дореволюційні приватні музичні навчальні заклади були націоналізовані. До осені цього ж року в Москві на основі кращих з них були створені сім спеціальних державних музичних шкіл, училище Зограф-Плаксиної було реорганізовано в Шосту московську державну музичну школу, Валентина Юріївна залишилася її директором.

З осені 1922 року Шоста московська державна музична школа стала називатися Четвертим державним музичним технікумом. Роком пізніше йому було присвоєно ім'я братів Антона і Миколи Рубінштейнів.
У 1929 році технікум імені братів Рубінштейн був об'єднаний з технікумом імені О. М. Скрябіна (колишньої школою Селіванова) і став називатися Московським обласним музичним технікумом, педагогічний склад якого в результаті злиття виявився найсильнішим в країні.

З 1 вересня 1936 року Технікум став іменуватися Музичним училищем при консерваторії. Ці перетворення відбувалися за ініціативною участю Р. Л. Блюман, яка очолила навчальний заклад в 1929 році і залишалася його директором протягом тридцяти років (до 1959 року).
У 1961 році директором училища стала Лариса Леонідівна Артинова. До цього часу вона вже протягом 15 років була членом його педагогічного колективу: вела концертмейстерський клас і музичну літературу. Л. Л. Артинова керувала училищем до 2001 року, потім була його почесним директором.
У 2004 році відбулося перейменування Училища в Академічний музичний коледж (АМК) при Московській консерваторії. В кінці червня 2014 року наказом Міністерства культури РФ коледжу був повернутий його історичний статус училища, але перереєстрація навчального закладу тривала до 2015 року.